# Trip (Adels- und Patriziergeschlecht)

Familienwappen der Trip

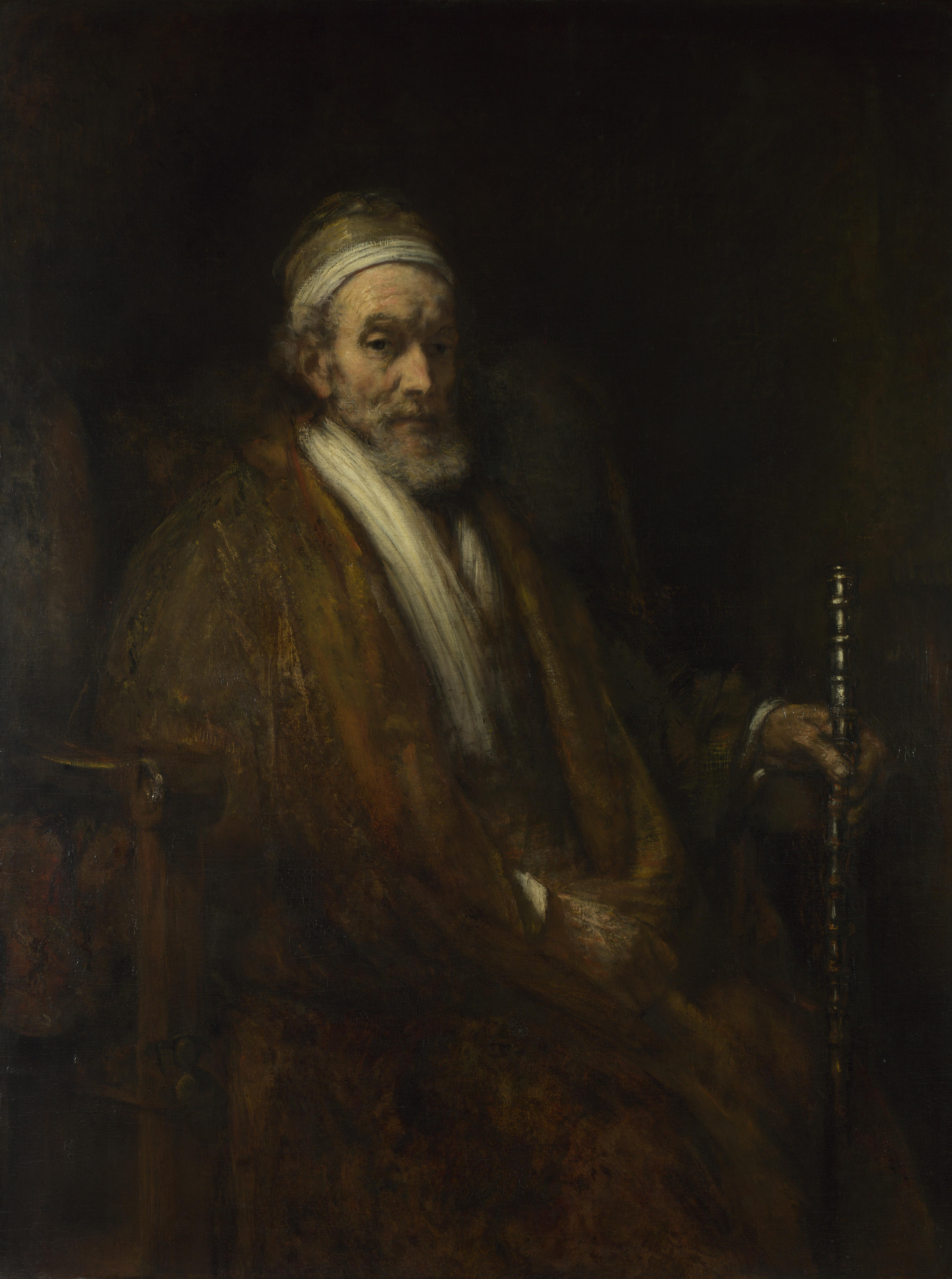
Jacob Trip (1575–1661), gemalt durch Rembrandt van Rijn, National Gallery, London, ca. 1661

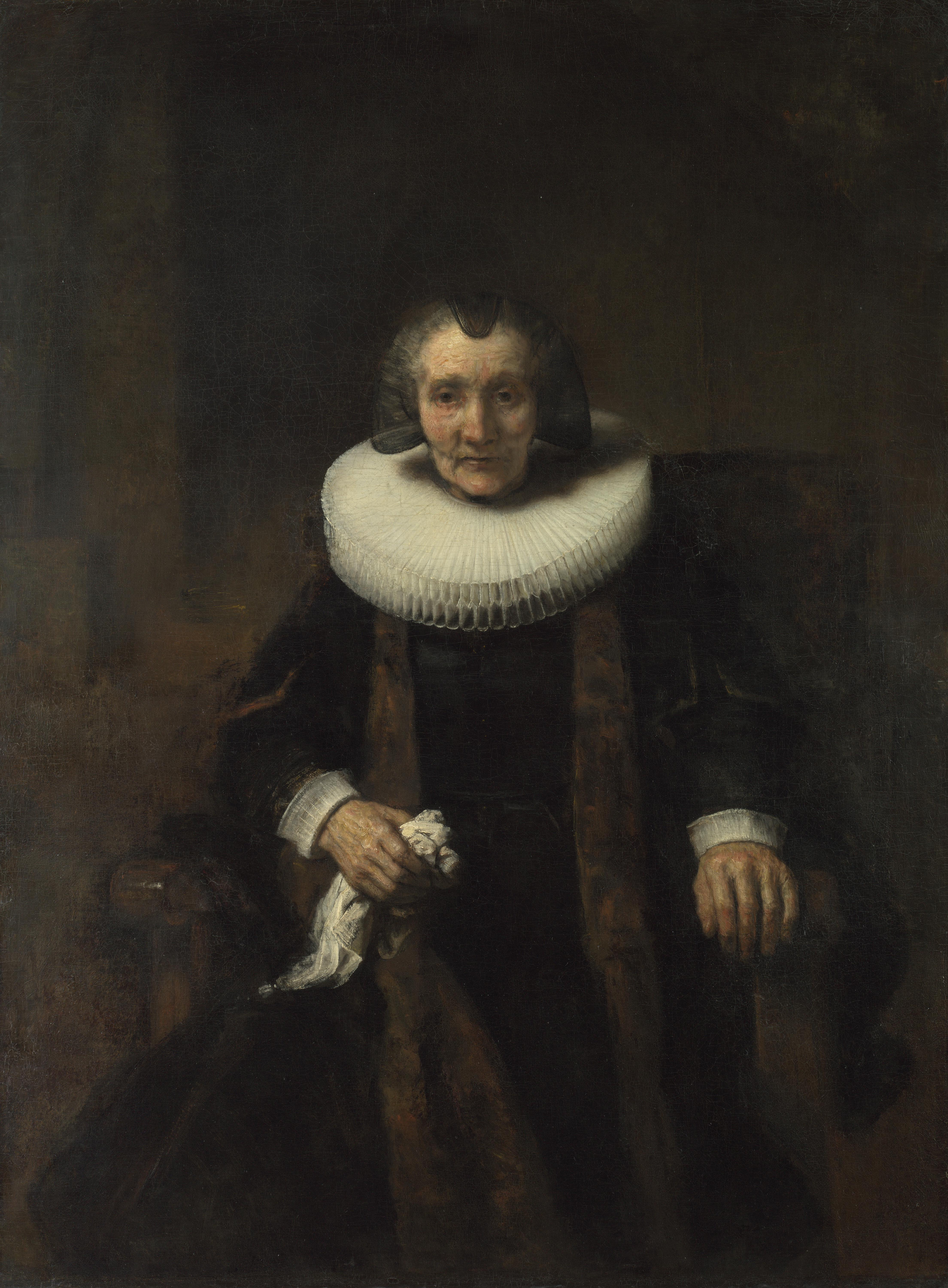
Porträt Margaretha de Geer, gemalt durch Rembrandt van Rijn, National Gallery, London, ca. 1661

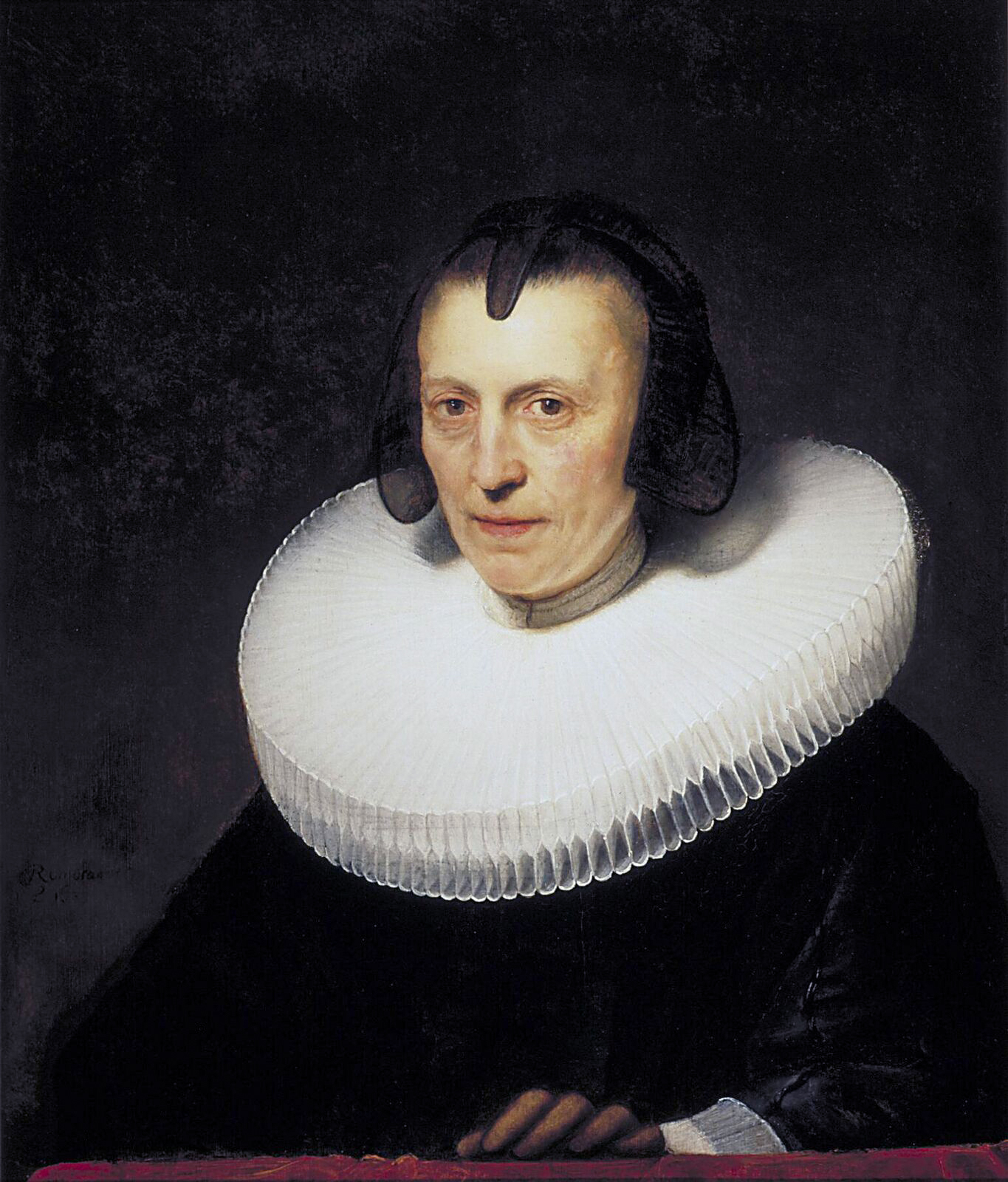
Alijdt Adriaensdr, zweite Ehefrau von Elias Trip, gemalt durch Rembrandt van Rijn

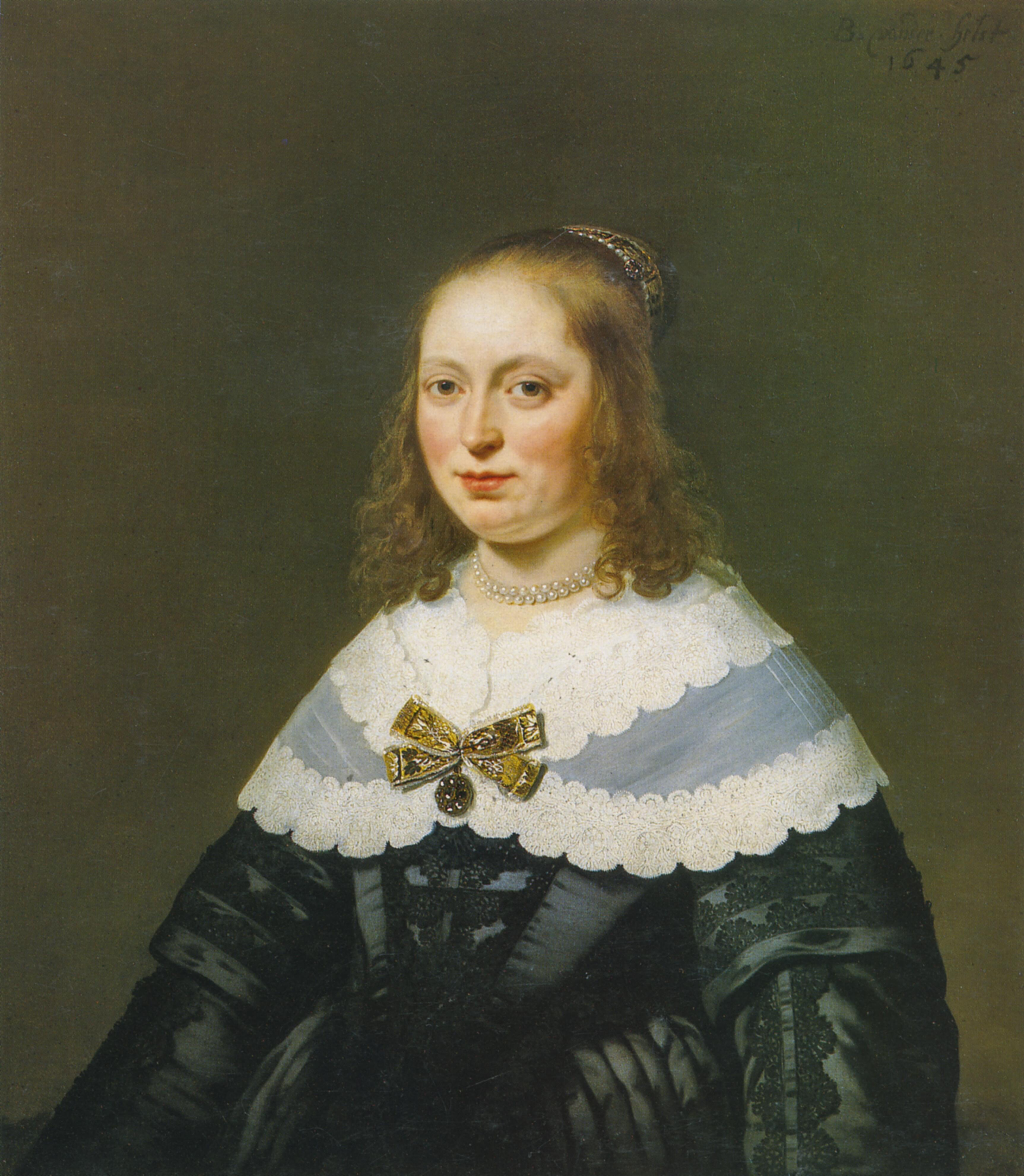
Porträt der Sophia Trip (1614–1679), Ehefrau des Johannes Coymans (1591–1657), gemalt durch Bartholomeus van der Helst (1645)

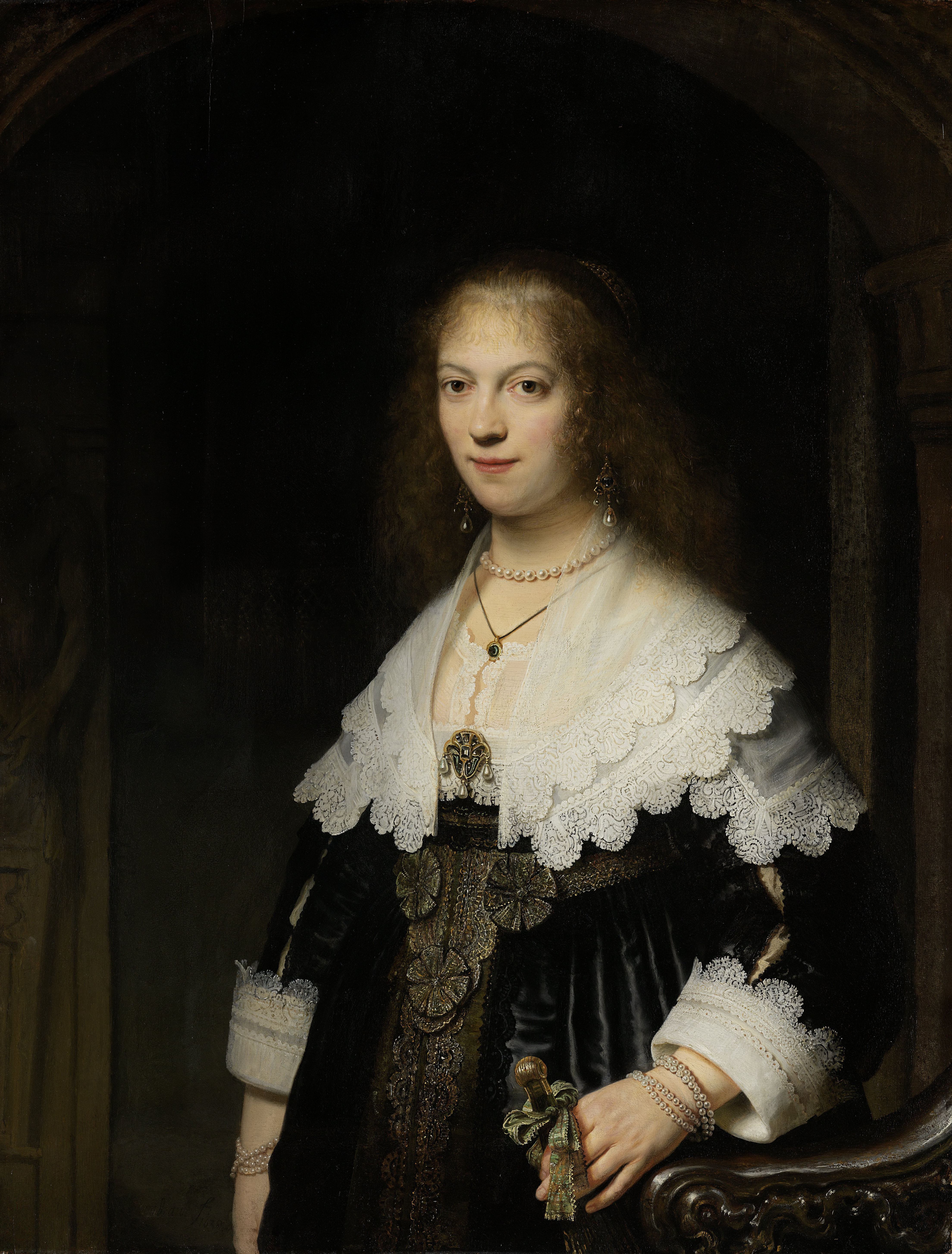
Maria Trip (1619–1683), gemalt durch Rembrandt van Rijn

Trip ist der Familienname eines Geschlechts niederländischer Kaufleute, Regenten und Verwalter aus dem Goldenen Zeitalter und dem darauffolgenden 18. Jahrhundert.

## Geschichte
Die Ursprünge der Familie liegen in Zaltbommel des 15. Jahrhunderts. Den Grundstock des finanziellen Reichtums der Familie Trip schufen die Gebrüder Elias (1570–1636) und Jacob Trip (1575–1661) mit dem Handel mit Kanonen (sie übernahmen dazu auch Eisengießereien in Schweden) und Munition. Während des Achtzigjährigen Krieges verkaufte Trip auch Waffen an Spanien, den Feind der Niederlande. Dieser finanzielle und gesellschaftliche Aufstieg brachte sie auch an die Regierungsmacht in ihrer Heimatstadt Amsterdam, sowie in die damals höchsten Regentenkreise der De Graeff und der Familie Bicker. Ab der zweiten Hälfte des 17. und im Laufe des 18. Jahrhunderts haben diverse Familienmitglieder an der Stadtregierung Amsterdams teilgenommen. Das Motto der Familie lautete: Ex bello pax (Aus dem Krieg der Frieden).
Im Jahre 1815 (1817) wurde die Familie Trip mit dem Prädikat Jonkheer in den neuen niederländischen Adel eingeführt. Das Geschlecht existiert noch heutzutage in zahlreichen Zweigen.

## Trippenhuis
Die Brüder Louis (1605–1684) und Hendrick Trip (1607–1666) ließen sich 1662 von Justus Vingboons (1620/21–1698), dem jüngeren Bruder von Philips Vingboons, in Amsterdam für ihre Familien ein großes Haus bauen, das Trippenhuis. Die damaligen Baukosten von rund 2,6 Millionen Gulden entsprachen dem 700fachen Jahreseinkommen eines Maurers im 17. Jahrhundert, was von strengen Calvinisten als gotteslästerliche Verschwendungssucht angesehen wurde.
Dieses Gebäude war im 19. Jahrhundert zeitweise die Unterkunft des Rijksmuseums. Das eindrucksvolle Haus am Amsterdamer Kloveniersburgwal 29 beherbergt seit 1812 die Königlich-Niederländische Akademie der Wissenschaften KNAW. Das Trippenhuis steht in der Top 100 der niederländischen Kulturdenkmäler.

## Stammliste
- Elias Trip (1570–1636), verheiratet mit Maria de Geer und im Jahre 1611 mit Alijdt Adriaensdr; er trieb über zwanzig Jahre Handel in den Westafrikanischen Ländern
  - Sophia Trip (1614–1679), verheiratet mit Johannes Coymans (1591–1657)
  - Maria Trip (1619–1683), verheiratet mit Balthasar Coymans (1589–1657) sowie mit Pieter Ruysch
  - Adriaan Trip (1620–1684), heiratete Adriana de Geer (1627–1684)
    - Louis Trip (1654–1698), Ehemann von Johanna Margaretha de Geer (1648–1680)
    - Joseph Trip (1656–1716), verheiratete sich mit Beerta Elisabeth Gockinga (1657–1711), trat als Gründer eines Familienzweiges in Groningen in Erscheinung[1]

  - Jacomina Trip (1622–1678), war mit Joseph Coymans verheiratet
  - Jacobus Trip (1627–1670), Jurist, der Ehemann von Elisabeth Bicker und von Margaretha Munter (1639–1711)
    - Jan Trip van Berckenrode (1664–1732), verheiratete sich im Jahre 1690 mit Margaretha Cesilia Nijs, und im Jahre 1713 mit Elisabeth Thiellens, Frau van Berkenrode; Trip war 13 Jahre Bürgermeister von Amsterdam, Bewindhebber der Niederländischen Ostindien-Kompanie (VOC) sowie Direktor der Sozietät von Suriname
      - Jan Trip de Jonge (der Junge) (1691–1722), verheiratete sich im Jahre 1715 mit Petronella van Hoorn
      - Jacobus Trip (1695–1729), verheiratet mit Elisabeth Thielens und danach mit Agatha Maria Pancras
        - Jan Corver Trip (1720–1739), seine Tante Sara Maria Trip (1693–1721) war mit Jan Corver (1688–1719) verheiratet

    - Lucas Trip (21. Oktober 1666–15. November 1734), war mit Elisabeth Calkoen verheiratet und der Besitzer des Langhauses Meervliet in der Nähe von Velsen, Trip war in den Jahren 1720, 1732 und 1734 Bürgermeister von Amsterdam
      - Dirck Trip (1691–1748), seit 1730 Herr von Groet, Amsterdamer Bürgermeister der Jahre 1735, 1742, 1748 sowie 1742, Ratsherr der Admiralität von Amsterdam auf Vorsprache seines Schwiegervaters Lieve Geelvinck hin, war mit Christina Eijgels Agatha Levina Geelvinck verheiratet, Trip galt als der reichste Amsterdamer und besaß das Landhaus Waterland[2]
        - Lucas Trip (1720–1762), seine Witwe Clara Magdalena du Peyrou war mit Bernhard Siegfried Albinus verheiratet
        - Dirck Trip de jonge (14. Februar 1734 – 28. Januar 1763), heiratet Jacoba Elisabeth van Strijen (1741–1816), bewohnte die Stadthäuser Herengracht 516 und 518, seine Witwe war mit Carel George van Wassenaer Obdam verheiratet

      - Cornelis Trip (1695–1753), der Grundherr von Goudriaan und Langerak war mit Maria le Seutre verehelicht, er war ein Amsterdamer Bürgermeister und zwischen 1733 und 1748 Direktor der Sozietät von Suriname; er bewohnte die Stadthäuser Herengracht 52, 54, 56 und 97, Keizersgracht 71, 73 und 127; im Jahre 1748 war er ein Mitglied in der Amsterdamer vroedschap[3]
        - Lucas Cornelisz Trip (1720–1752), ehelichtete Jacoba Margaretha van Hoven; war schepen von Amsterdam sowie Direktor der Sozietät von Suriname (1749–1751); war im Besitz der Stadthäuser in der Amsterdamer Herengracht in der Nähe des „Korsjessteeg“, Herengracht 539, 609 und Keizersgracht bei dem „Gouden Ketting“

    - Jacobus Trip (1671–1728), mit Jacoba Margaretha Klopper verheiratet; Ratsherr in der Admiralität von Amsterdam
- Jacob Trip (1575–1661), im Jahre 1603 heiratet er Margaretha de Geer
  - Jacob Trip (1604–1681), ehelichte Johanna Godin
  - Louis Trip (1605–1684), heiratete Emerentia Hoefslager
  - Hendrik Trip (1607–1666), war zuerst mit Cecilia Godin und danach mit Johanna de Geer verheiratet
  - Elisabeth Trip (1615–?)
  - Maria Trip (1617–1672), heiratete im Jahre 1644 mit Jacob Reepmaker de Jonge.
  - Margaretha Trip (1618–?)
  - Samuel Trip (1622–1668)